# クリーンランゲージ
クリーンランゲージ（Clean Language）は、元々、カウンセリングやコーチングといった心理療法分野で使用されていた技法である。しかし現在では、教育、ビジネス、組織改革や健康分野でも使用されている。また、クリーンランゲージは、クリーン・インタビュー（英：clean language interviewing）と呼ばれる面談技法にも応用されている。
クリーンランゲージは、テーマに対するセラピストやコーチ、質問者自身のフレーム（枠組み）を、クライアントに提案したり、クライアントを導いたりすることを目的とはしていない。むしろ、クライアントが自分自身のシンボルやメタファーを見つけ出し、展開していくことを支援する。他の言葉で言うならば、カウンセラーが「このメタファーが有効だろう」、もしくは「（クライアントには）著しく欠損しているメタファーがある」と感じた場合に、既製のメタファーを提供してクライアントを「手助け」するのではなく、「そして、それは何のよう？（そして、それは何に似ていますか？/And that's like what?）」とクライアントに問いかけて、クライアントをその人自身のメタファーへ招く。
クリーンランゲージは、1980年代、クライアントのトラウマ的な記憶を解消する研究の成果として、デイビッド・J・グローブにより開発された。また、「クリーンランゲージ」や「認識論的メタファー（Epistemological Metaphors）」は、グローブの初期の研究であるが、その開発や発展には、心理療法家のカイ・デイビス・リンが深く関わっている。
グローブは、クライアントの多くが、自分自身の経験から生まれたメタファーではなく、それ以前に関わったセラピストが使用した言葉で自分の症状を語ることに気がついた。
以下の技法は、クリーンランゲージを基礎としている。
- シンボリック・モデリング（英：Symbolic Modeling。コーチング、セラピー技法。ジェームズ・ローリー＆ペニー・トンプキンスによって開発された）
- クリーンスペース
- システミック・モデリング

クリーンランゲージは、既存のコーチングやセラピーの手法に加えて使用することも可能である。

## デイビッド・グローブ

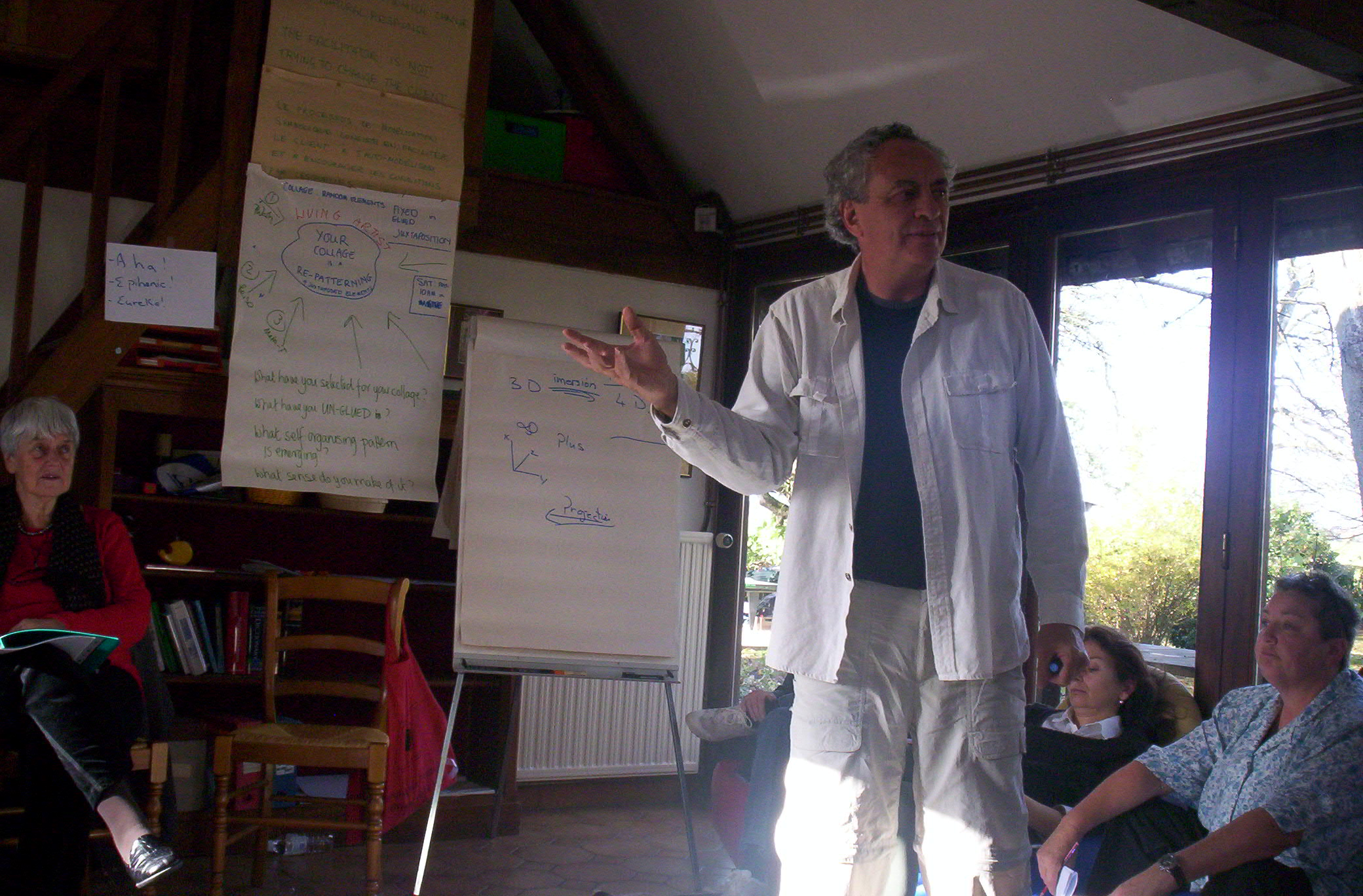
David Grove, Emergent Knowledge Retreat, France, 2007

クリーンランゲージの開発者。ニュージーランドで生まれ育った。マオリ族とイギリス人という２つのルーツを持つ。クリーンランゲージの始まりは、このルーツを活かしたセラピーやコーチングの技法を、デイビッドが考案したことを始まりとしている。
- ニュージーランドのカンタベリー大学およびオタゴ大学の学位を取得した。また、ミネソタ州立大学ムーアヘッド校で、カウンセリング心理学の修士号を取得した。
- London Phobic Trustのコンサルティング心理学者を務めた。
- 著書に、Resolving Traumatic Memories: Metaphors and Symbols in Psychotherapy (Bazil Panzerと共著。1989/1991)がある。
- 2008年1月8日死去。

デイビッド・グローブは当初、トラウマ的な記憶に苦しむ患者のニーズに対応するようにクリーンランゲージを設計した。特に、メンタルブロックや恐怖症に対する解決能力を促進するように設計された。これは、主観的経験の描写と、特定のフレーズを明らかにすること、言葉の抽象度を低くすることで発話と生きた体験の結びつきを引き出すことで達成されるものである。クリーンランゲージに関するグローブの研究は、「エマージェント・ナレッジ（創発的知識）」という分野も生み出した。

## クリーンランゲージの詳細
「クリーンランゲージ」という用語を使用し始める以前、デイビッドは「複雑なトラウマを癒す」という文脈の中で、自分の手法を教えたり実践したりしていた。そのため、その後数年間、彼がワークショップで使用する資料のタイトルは、「メタファーによる癒し」、「トラウマ的記憶の解決」、「内なる傷ついた子供の癒し(Wounded Child Within）」、「過去の存在」などであった。
クリーンランゲージは、コミュニケーションにおける以下の4要素を組み合わせている。
- シンタックス（構文）
- 質問の言い回し
- 声質
- 非言語的な振る舞い

### シンタックス（構文）
クリーンランゲージの質問をセラピー的な文脈で使用する際には、「フル・パート・３シンタックス（完全構文）」が使用されることが多い。その形式は以下のようなものである。
そして［クライアントの言葉/非言語表現］  …そして、［クライアントの言葉/非言語表現］のとき（に）  …［クリーンランゲージの質問］？
この構造は、グローブの初期の催眠療法的な研究に由来している。また、この構造は、以下を目的としている。
- 注意の方向づけをするため。
- 認知的な負荷を最小限に抑えるため。
- クライアントが自分の内面に留まりやすくするようするため。

セラピー以外の文脈でクリーンランゲージを使用する際は、シンタックス（構文）は、より「日常的な」構文が使用されている。

### 質問の言い回し
クリーンランゲージの質問は、（質問に含まれる）質問者の「地図」に由来する内容の最少化を追求している。この場合「地図(maps)」とは、メタファー(metaphor)・思い込み(assumptions）・パラダイム(paradigms)・感覚(sensations)を指す。これらは、被質問者の注意が、自分自身の（メタファー的な）経験の表れへと意識が高まることから遠ざけ、それによって「認識論的な性質を低下させる」可能性がある（とクリーンランゲージでは考える）。
クリーンランゲージは、ファシリテーターによる提案・ファシリテーターの前提・読心術・ファシリテーターによる二次的な推測や（クライアントが語る内容へ）の言及・ファシリテーターのメタファーからできる限り自由でいられるような質問のひな型を提供する。クリーンな質問には、クライアントが言語化した言い回しの全て、もしくはその一部が含まれる。また、クライアントが話すスピード・声のピッチ（強弱）やトーンなど、コミュニケーションの聴覚的な要素が含まれる。その他に、その表現がクライアントにとって象徴的に重要な意味を持っている可能性があると考える場合には、以下もクリーンな質問の中で再現したり、参照したりすることができる。
- クライアントの言葉以外に口から発する音（例：ため息、うー、あーなどの声にならない音）
- その他の非言語表現（例：拳をあげる、視線など）

クリーンランゲージのファシリテーターは、「ボディ・ランゲージ」について一般的に推測される意味（例：手を胸の前で組む人は、心を閉じている）には従わない。それよりは、そのような「ボディ・ランゲージ（体が話す言葉）」がクライアントにどんな意味を持っているのかを問いかけることを好む。「ボディ・ランゲージ」の多くは、自己との無意識のコミュニケーションであるという前提が、クリーンランゲージには存在する。

### 声質
話す速度、声の高低（トーン）、声量（ボリューム）はすべて、クライアントが自分自身の経験にどのような注意を払うかに影響する。クリーンランゲージの問いかけの中で、クライアントの言葉を使用する場面では、クライアントの言葉はクライアントが使用した声質で繰り返される。セラピー的に使用される場合には、質問者の言葉は、よりゆっくりとしたリズミカルで詩的な声質（トーナリティー）となる。それ以外の日常におけるやり取りでは、ファシリテーターの声質は自分自身の通常の声質により近いものとなる。

### 非言語の振る舞い
非言語の振る舞いは、話し言葉に加えて自分を表現する方法である。ここには、ジェスチャー・姿勢・頭や目が指し示すもの・その他の体の動きなどがある。ファシリテーターは、自分自身の非言語的な振る舞いを最小限に抑える。また、クライアントの体の動きのミラーリングはせず、クライアントの視点から見た、クライアントの想像上のシンボルの位置と一致するジェスチャーや視線を使う。

## クリーンランゲージの質問
クリーンランゲージで使用される質問は、オープンクエスチョンであること、質問の中に質問者が作ったメタファーが入っていないことが特徴である。約20個の基本の質問と用途が限定される特殊な質問約20個で構成されている。それぞれの質問は目的と意図から分類されていることが多い。多用される質問は、その中の４つ。（以下の質問リストの＊＊）

### クリーンランゲージの主な質問一覧[1]

#### 基本の質問
- 望む結果を明らかにする質問
  - そして　あなたは何が起きてくれたら好いのでしょう？
- 特徴や性質を明らかにする質問
  - ＊＊　その［…］は、どんな/どのような［…］ですか?　
  - ＊＊［…］について、他に（何か）ありますか?　　
  - ＊＊［…］は、どこにありますか／いますか?　　
  - ＊＊［…］は、どのあたりに ありますか／いますか?

- 抽象概念や感覚をメタファーに変換する質問
  - そして…その［…］は、何のようでしょう?

- 2つ以上の事柄の空間的な関係性を明らかにする質問
  - そして…Xの時、Yには何が起きますか？

- 出来事の時間的な関係性を明らかにする質問
  - そして…次に何が起きますか?
  - そして…それから/すると何が起きますか?
  - そして…その後、何が起きますか？
  - そして…［出来事］の直前に、何が起きますか?

### 特殊な質問
- 特徴や性質を明らかにする質問
  - そして…［それ］に大きさや形はありますか?
  - そして…［…］は、内側、外側 ?
  - そして…［動き］は、どの/どちらの方向？
  - そして…［…］はいくつくらいありますか？
  - そして あなたは どのように /どうやって［…］を知りますか？
  - そして あなたは ［…］だと、どのように/どうやってわかりますか？

- 必要条件を明らかにする質問
  - そして…［望む結果/必要条件］のために何が起きる必要がありますか？
  - そして…［望む結果］のために他に何か起きる必要はありますか？
  - そして…［…］には［振る舞い/行動］ができますか？

- 時間と空間の関係性を明らかにする質問
  - そして…今、何が起きていますか？
  - そして…［…］は どこから（やって）来ますか？/来るのでしょう？
  - そして…［X］と［Y］の間には、関係がありますか？
  - そして…［空間/出来事X］と［空間/出来事 Y］の間には、何が起きますか？
  - そして…［X］は、［Y］と同じですか、違いますか?

クリーンランゲージの質問は、フランス語・イタリア語・スペイン語・ドイツ語・ロシア語・ウクライナ語・オランダ語・フィンランド語など多くの言語に翻訳されている。各言語で２つ以上の翻訳があることも珍しくない。

## 例
クリーンランゲージの質問は、ファシリテーター自身が持つメタファーや解釈、または根拠のない思い込みなどが含まれた「世界地図」からクライアントが受ける影響を最小限に抑えるように設計されている。また、問いかけの中で、クライアントが学習できる可能性があるとファシリテーターが気づき選択した「クライアントの経験のある側面」を強調し、そこにクライアントの注意を向ける。（経験のある側面＝言葉や非言語的表現でクライアントが表現したもの）
例
クライアント 「変な気分です」
クリーンランゲージ以外のファシリテーターの応答としては、以下のようなものが考えられる。
- 「それは不愉快ですね」
- 「どこかお悪いところがありますか（ご病気ですか）？」
- 「普通だと感じたいですか？」
- 「もし変な気分でなかったら、どうだったのでしょう？」
- 「文句を言わないで！」

クリーンランゲージのファシリテーターの応答としては、以下のようなものが考えられる
- 「そして、変な気分を、（あなたは）どこに感じますか？」
- 「そして、どのような/どんな変ですか？」
- 「そして　その変は何のようでしょう？（何に似ていますか？）」
- 「そして、その変な気分について他に（は）何かありますか？」
- 「そして、（あなたが）変な気分になる直前には何が起きますか？」
- 「そして、（あなたが）変な気分のとき、あなたは何が起きてくれたら好いのでしょう？」

デイビッド・グローブは、クリーンランゲージの質問の中の８〜12個の基本の質問を80%の割合で使用していたが、「クリーン」であるという概念は、質問そのものにだけあるのではなく、ファシリテーターの意図にも存在する。

## セルフ・コーチングワーク
以下のワークは、あるライフ・コーチが提唱しているクリーンランゲージを使用したセルフ・コーチングである。
クリーンランゲージの質問を紙に書き出し、紙を折りたたむか裏向きにして、テーブル上にランダムに並べる。その後、「あなたは何が起きてくれたら好いのでしょう？」という質問に答え、取り組みたい問題や目標を決める。クリーンランゲージの質問が書かれた紙を1枚ずつ取って質問に答える。質問に答えた後、また別の紙を引き、質問を書いた紙がなくなるまで続ける。

## 調査手法としてのクリーンランゲージ
クリーンランゲージは、これまでインタビューベースの質的研究の信憑性と厳密性を高めるために使われてきた。その応用例として、人の象徴的世界観を深く理解するために、自然発生的なメタファーを引き出す方法がある。
研究/調査プロジェクトにおいても、クリーンランゲージを使用したインタビューが使用されてきた。例：コーチングを受ける人の経験と成果の主観性の探究、３つの視点からコーチの能力を示す証拠の比較、教師と生徒間における暗黙知と明示知（形式知）の習得についての調査。
デイビッド・グローブは、Pam Saundersの協力を得て、カオス理論やフラクタル幾何学などの数学的モデルや、位置や運動量などの物理学の原理を用い、人がより深い心の構造にアクセスするための動きを目的とした機械装置を開発することで、クリーンランゲージの新たな視点を研究した。

## 参考
- Clean language interviewing – an interviewing technique developed from clean language
- フォーカシング
- オープン・クエスチョン
- 反映的傾聴（Reflective listening)

### クリーンランゲージではないもの
- アドバイス（意見）
- 批判
- 命令法
- 誘導質問
- 多重質問の誤謬
- 示唆的な質問